# Gallia (revue)
Pour les articles homonymes, voir Gallia.
Gallia est une publication française en archéologie, créée en 1943 par Albert Grenier, alors professeur au Collège de France, titulaire de la chaire des Antiquités nationales. Elle fut l'une des premières revues créées au sein des Éditions du CNRS. Son sous-titre est alors Fouilles et monuments archéologiques en France métropolitaine, transformé en 1995 en Archéologie de la France antique, puis en 2015 en Archéologie des Gaules.
La revue d'archéologie nationale française publie des dossiers et études portant sur les chantiers, les monuments et les découvertes archéologiques les plus importantes faites en Gaule (France métropolitaine et pays limitrophes), soit les provinces romaines des trois Gaules (Lyonnaise, Aquitaine, Belgique), la Narbonnaise, les Germanies, ainsi que les territoires immédiatement limitrophes qui participent à leur destinée. Elle couvre la Protohistoire depuis le premier âge du fer, l'Antiquité et l'Antiquité tardive jusqu'à la fin des royaumes mérovingiens, soit la période comprise entre 800 av. et 800 apr. J.-C.

## Histoire
À partir de 1943, la revue d’archéologie nationale a pour mission de publier les recherches et les résultats de fouilles les plus significatifs dans le domaine de l’archéologie en France, de la Préhistoire à l’Antiquité tardive. Elle est à cette époque profondément influencée par l'archéologie nazie.
En 1956, les publications dans les domaines relevant de l’histoire et de la préhistoire sont séparées ; cette dernière se voit attribuer une revue propre, Gallia Préhistoire, qui devient, à son tour, la revue de référence pour la période. Depuis 2016, la revue paraît au fil de l’eau et en libre accès sur la plateforme OpenEdition Journals. Un volume annuel regroupe tous les articles parus dans l’année.
À partir de 1987, l’accélération des fouilles et des découvertes conduit à la création d’une troisième revue, Gallia Informations, l’Archéologie des régions, lancée par le CNRS et la sous-direction de l’Archéologie au ministère de la Culture. Publiée sur papier de 1987 à 1997, puis sur CD-ROM de 1997 à 2003, enfin, à partir de cette date, elle est mise en ligne, devenant Archéologie de la France – Informations (AdlFI). Conçue comme une coédition entre le ministère de la Culture (sous-direction de l’Archéologie), le CNRS et l’Inrap, Archéologie de la France – Informations est une publication en ligne destinée à diffuser gratuitement et en flux continu des informations scientifiques sur les opérations archéologiques menées en France.

## Politique éditoriale
En plus d’un demi-siècle d’existence, la politique éditoriale du pôle Gallia a considérablement évolué pour s’accorder aux nouvelles orientations de la recherche ainsi qu’à la place spécifique qu’elle occupe au sein du paysage éditorial français consacré à l’archéologie.
Le pôle Gallia privilégie délibérément la publication de synthèses portant soit sur des opérations de terrain ou des découvertes significatives sur les plans national et international, soit sur des thèmes de recherche débouchant sur des développements novateurs.
Soucieux de jouer un réel rôle incitatif au sein de la communauté archéologique, le pôle Gallia préconise depuis 1995 la publication de dossiers thématiques, constituant autant de mises au point sur des sujets d’intérêt général. Une partie importante de ses pages est consacrée à ces commandes scientifiques, qui visent aussi à proposer de nouveaux champs d’investigation aux chercheurs.
Gallia est un pôle de revues propres du CNRS, ouvert aux chercheurs de cet établissement public, mais aussi aux correspondants des institutions nationales et internationales entreprenant des recherches archéologiques sur le territoire métropolitain ou sur celui de l’espace gaulois. L'équipe éditoriale est hébergée par la MSH – Mondes à Nanterre (Maison Archéologie & Ethnologie René-Ginouvès, jusqu'au 31 décembre 2019).
Depuis décembre 2018, les numéros parus à partir de 2010 sont progressivement mis en accès libre sur le portail OpenEdition Journals,. Les volumes parus depuis la fondation de la revue et jusqu'en 2009 sont quant à eux disponibles sur le portail Persée. À partir de janvier 2021, les suppléments publiés depuis 2009 sont déposés sur le portail OpenEdition Books.
Sa directrice actuelle est Sandrine Agusta-Boularot, professeur d'archéologie romaine à l'université Paul-Valéry.

## Directeurs
Huit chercheurs ont assuré la direction de la revue depuis 1943 :
- 1943-1961 : Albert Grenier
- 1961-1985 : Paul-Marie Duval
- 1986-1993 : Christian Goudineau
- 1994-1999 : Fanette Laubenheimer
- 2000-2007 : Paul Van Ossel
- 2008-2015 : William Van Andringa
- 2015-2023 : Martial Monteil
- depuis 2024 : Sandrine Agusta-Boularot